# اغتيال محمد شطح
اغتيل الوزير اللبناني السابق محمد شطح في تفجير استهدفه يوم 27 ديسمبر 2013 ضمن سلسلة تفجيرات تستهدف لبنان منذ بداية الحرب الأهلية السورية. ولم تعلن أي جهة حتى الآن مسؤوليتها عن الهجوم.

## ردود فعل

### ردود الأفعال المحلية
- سعد الحريري: المتهمون هم قتلة رفيق الحريري ورافضي العدالة الدولية.[4][5]
- نجيب ميقاتي: يدين الاغتيال وقال ان  كل أعمال العنف والقتل لا توصل إلا إلى المزيد من المآسى والخراب والإضرار بالوطن.[6]
- استنكر مفتى لبنان محمد رشيد قباني اغتيال محمد شطح ووصف العملية بأنها بداية لإعلان تفجير لبنان.
- أمين الجميل: استنكر حادثة الاغتيال ووصفها بأنها حادث مؤلم.
- نبيه بري: وصف عملية الاغتيال بأنها حلقة في سلسلة طويلة.

### ردود الأفعال الدولية
- الأمم المتحدة: أدان مجلس الأمن «بشدة» تفجير بيروت ودعا اللبنانيين إلى الوحدة الوطنية ومواصلة سياسة الحياد فيما يتعلق بالأزمة السورية. وكرر فيه «إدانته القاطعة لأي محاولة لزعزعة استقرار لبنان من خلال الاغتيالات السياسية ويطالب بوضع حد فوري لاستخدام الترهيب والعنف ضد الشخصيات السياسية». وقال أن الإرهاب يمثل «أحد أخطر التهديدات للسلام والأمن الدوليين وأن أي أعمال إرهابية هي أعمال إجرامية لا يمكن تبريرها بغض النظر عن دوافعها أينما وقعت وأيا كان مرتكبوها». وعزى فيه أسر الضحايا وتعاطف مع المصابين.[7]
- جامعة الدول العربية: أدان الأمين العام لجامعة الدول العربية نبيل العربي في بيان أصدره يوم الاغتيال «التفجير الإرهابي» وقال أن قتل شطح يشكل «استهدافا لما عرف عن الوزير شطح من مواقف وطنية وفاقية معتدلة وانفتاح سياسي ودور مميز في الدفاع عن وحدة لبنان واستقلاله وسيادته.» ودعا القادة السياسيين في لبنان إلى «اليقظة والحذر وممارسة أقصى درجات ضبط النفس لتفويت الفرصة على العابثين بأمن لبنان واستقراره ولحماية لبنان من تداعيات هذا العمل الإجرامي الهادف إلى اشعال نار الفتنة والزج بلبنان في دائرة الفوضى والعنف.» وقدم تعازيه للرئيس اللبناني ميشال سليمان ولعائلة شطح ولأسر الضحايا وللشعب اللبناني وتمنى الشفاء العاجل للمصابين.[8][9]
- فرنسا: صدر بيان عن قصر الإيليزيه يوم الاغتيال جاء فيه:[10]«يدين رئيس الجمهورية الاعتداء التفجيري الجبان الذي أرتُكب هذا الصباح في وسط مدينة بيروت وأدى إلى سقوط العديد من الضحايا وتسبب بمقتل الوزير السابق محمد شطح.

ولقد أجرى رئيس الجمهورية محادثة عبر الهاتف مع الرئيس سليمان حيث كرر له مساندته الكاملة لصون استقرار لبنان وأمنه.

إنه يدعو جميع الأطراف للعمل على صون وحدة البلد.»
- الولايات المتحدة: أصدرت السفارة الأمريكية في بيروت بيانا في 27 ديسمبر قالت فيه أنها تدين «الهجوم الإرهابي» على محمد شطح وتقدمت فيه بالتعازي لأسر جميع الضحايا والجرحى. وقالت أنها تتطلع لأن تقوم السلطات اللبنانية بتحقيق دقيق.[11]
- الإمارات العربية المتحدة: شجبت وزارة الخارجية الإماراتية بشدة في بيان أصدرته في 27 ديسمبر مقتل شطح في «التفجير الإرهابي» الذي «يتناقض مع كل القيم الإنسانية» ودعت الزعماء السياسين اللبنانيين إلى «تفويت الفرصة على العابثين بأمن لبنان واستقراره وحمايته من تداعيات هذا العمل الإجرامي الذي يهدف إلى الزج بلبنان في دائرة الفوضى والعنف.» كما عزت أسر الضحايا والشعب اللبناني.[12]
- البحرين: أصدرت وزارة الخارجية البحرينية بيانا أدانت واستنكرت فيه الانفجار وقالت أن «وتؤكد مملكة البحرين أن هذه الأعمال الإجرامية تتناقض مع كل القيم الإنسانية، وهي من شأنها جر المنطقة إلى الفوضى وعدم الاستقرار.» ودعت الزعامات السياسية اللبنانية إلى اليقظة والحذر وعزت أسر الضحايا وتمنت الشفاء العاجل للمصابين. وجددت «موقفها الثابت بنبذ العنف».[13]